# Iweri Dżikurauli
Iweri Dżikurauli (gruz. ივერი ჯიქურაული; ur. 22 marca 1976) – gruziński judoka.
Uczestniczył w Letnich Igrzyskach Olimpijskich, w 2000 oraz w Letnich Igrzyskach Olimpijskich, w 2004, reprezentując Gruzję.

## Nagrody i wyróżnienia
- Srebrny medal w Mistrzostwach Europy w Judo, w Birmingham 1995;
- Brązowy medal w Mistrzostwach Europy w Judo, w Gdańsku 1994;
- Brązowy medal w Mistrzostwach Europy w Judo, we Wrocławiu 2000;
- Brązowy medal w Mistrzostwach Europy, w Paryżu 2001;
- Brązowy medal w Letniej Uniwersjadzie, w 1999[3].

## Wyniki
| Rok  | Turniej                     | Miejsce | Klasa wagowa | Źródło |
| ---- | --------------------------- | ------- | ------------ | ------ |
| 2004 | Letnie Igrzyska Olimpijskie | AC      | (100 kg)     | [ 2 ]  |
| 2003 | Mistrzostwa Świata w Judo   | 7       | (100 kg)     | [ 3 ]  |
| 2003 | Mistrzostwa Europy w Judo   | 5       | (100 kg)     | [ 3 ]  |
| 2001 | Mistrzostwa Świata w Judo   | 5       | (100 kg)     | [ 3 ]  |
| 2001 | Mistrzostwa Europy w Judo   | 3       | (100 kg)     | [ 3 ]  |
| 2000 | Letnie Igrzyska Olimpijskie | 7       | (100 kg)     | [ 1 ]  |
| 2000 | Mistrzostwa Europy w Judo   | 3       | (100 kg)     | [ 3 ]  |
| 1999 | Mistrzostwa Europy w Judo   | 7       | (100 kg)     | [ 3 ]  |
| 1999 | Letnia Uniwersjada          | 3       | (100 kg)     | [ 3 ]  |
| 1997 | Mistrzostwa Europy w Judo   | 5       | (95 kg)      | [ 3 ]  |
| 1995 | Mistrzostwa Europy w Judo   | 2       | (86 kg)      | [ 3 ]  |
| 1994 | Mistrzostwa Europy w Judo   | 3       | (86 kg)      | [ 3 ]  |